# Parábola da casa edificada na rocha
A Parábola da Casa Edificada na Rocha é uma das bem conhecidas parábolas de Jesus. Ela aparece em dois dos evangelhos sinóticos do Novo Testamento. As diferenças entre Mateus 7:24–27 e Lucas 6:46–49 são pequenas, e as duas versões podem ser derivadas da mesma fonte.

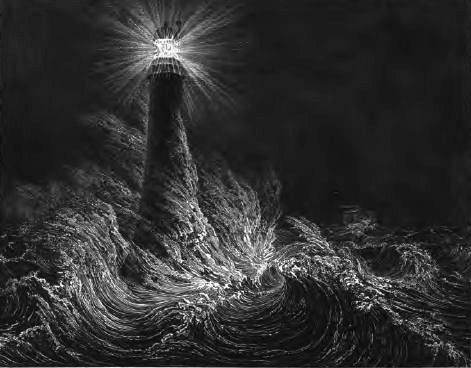
Esta parábola compara a construção da vida de alguém com base nos ensinamentos e no exemplo de Jesus a um edifício resistente a inundações, fundado sobre rocha sólida.

A versão do Evangelho de Mateus da parábola tem uma "complexa estrutura narrativa" , maior do que Lucas, que cita a chuva e os ventos, assim como as inundações. Estas forças são geralmente interpretadas ceticamente, como ensaios de vida que podem ser resistidos por uma vida baseada na teologia cristã , mas também podem ser interpretadas na escatologia cristã, como a vinda no final dos tempos.
No decorrer do artigo, são apresentados e explicados os elementos desta parábola. Juntamente com a interpretação de alguns comentaristas bíblicos. 

## Interpretação
Para grande parte dos comentaristas bíblicos, edificar a casa sobre a rocha significa ser um discípulo que ouve e coloca em prática o que aprendeu, não que age com imprudência e superficialidade. A obediência é o sólido fundamento para que se possa resistir às tempestades da vida.
Segundo Joel B. Green esta parábola traz a necessidade de colocar os ensinamentos de Jesus em prática e fala do "contraste entre dois tipos de pessoas cujos corações são revelados em suas ações." 
A interpretação habitual volta a São João Crisóstomo (c. 347-407), que escreveu em sua Homilia 24 sobre Mateus:
Por "chuva",  "alagamento" e "ventos" Ele está expressando metaforicamente as calamidades e aflições que se abatem sobre os homens, como as falsas acusações, intrigas, luto, mortes, perda de amigos, os aborrecimentos, todos os males em nossa vida que qualquer um poderia citar. "Mas nenhuma dessas", diz Ele, "Abala a alma, que é fundada sobre a rocha." Ele chama a firmeza de Sua doutrina penha, porque na verdade os seus mandamentos são mais fortes que qualquer rocha, estabelecendo algo acima de todas as aflições humanas. Para aquele que guarda estas coisas rigorosamente, não terá a vantagem somente sobre os homens, mas até mesmo dos demônios que muito conspiram contra ele. E que não é vã jactância, por assim dizer, Jó é o nosso testemunho, que recebeu todos os assaltos do demônio, e pôs-se inabalável, e os apóstolos também são nossas testemunhas, que quando as ondas do mundo inteiro estavam batendo contra eles, quando ambas as nações e os príncipes, o seu próprio povo e estrangeiros, tanto os espíritos malignos e ao diabo, e cada motor foi colocado em movimento, eles ficaram mais firme do que uma rocha e dispersaram tudo.
R. N. Champlin fez o seguinte comentário: "Qual pode ser a utilidade do fervor religioso, se o indivíduo não se encontra com Cristo por seu intermédio? Nenhuma, responde o evangelista. Isso ele ilustra com a parábola dos dois alicerces. A religião, por si mesma, se é símplice, não pode servir de alicerce sólido. A nossa conduta moral, o nosso misticismo, as nossas orações, os nossos estudos, a nossa meditação, o uso que fizermos dos dons espirituais, tudo deve conduzir-nos a Cristo, pois, do contrário, nada serão".
Para Matthew Henry, Cristo mostra que não bastará reconhecê-lo como nosso Amo somente de palavra e língua. É necessário para a felicidade que acreditem em Cristo, que se arrependam do pecado, que vivam uma vida santa, que se ame uns aos outros. Esta é sua vontade, a santificação. Tenha cuidado de não apoiar os privilégios e obras externas, não seja que se engane e pereça eternamente com uma mentira ao lado, como o fazem multidões. Que cada um que invoca o nome de Cristo se afaste de todo pecado. Existem outros cuja religião descansa no puro ouvir, sem ir além; suas cabeças estão cheias de noções vazias. Essas duas classes de ouvintes estão representados pelos dois construtores. Esta parábola nos ensina a ouvir os ditados do Senhor Jesus: alguns podem parecer duros para carne e sangue, mas devem ser feitos. Cristo está colocado como fundamento e toda outra coisa fora de Cristo são areia. Alguns constroem suas esperanças na prosperidade mundana; outros, numa profissão externa de religião. Sobre estas se aventuram, mas estas são só areia, demasiado fracas para suportar uma trama como nossas esperanças do céu. Há uma tormenta que vem e provará a obra de todo homem. Quando Deus tira a alma, onde está a esperança do hipócrita? A casa desabou na tormenta, quando mais a necessitava o construtor, e esperava que lhe servisse de refúgio. Caiu quando era demasiado tarde para edificar outra. O Senhor nos faça construtores sábios para a eternidade. Então, nada nos separará do amor de Cristo Jesus.

## Comentários biblícos

### 7.24. "Todo aquele, pois, que ouve estas minhas palavras e as observa, será comparado a um homem prudente, que edificou a sua casa sobre a rocha."

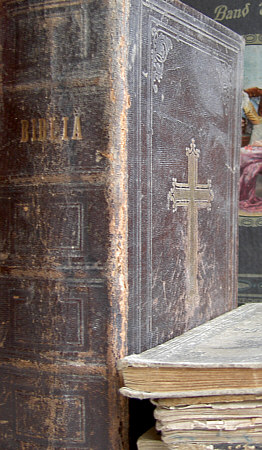

Jesus usa aqui uma ilustração que também pode ser encontrada nos escritos dos judeus. Essa ilustração poderia ter sido muito instrutiva para uma audiência oriental, afeita às - tempestades características- da região (violentas, repentinas, que às vezes provocavam grande destruição).
Chuva no telhado, um rio nos alicerces, vento nas janelas, exigiam uma construção firme, com bons alicerces.

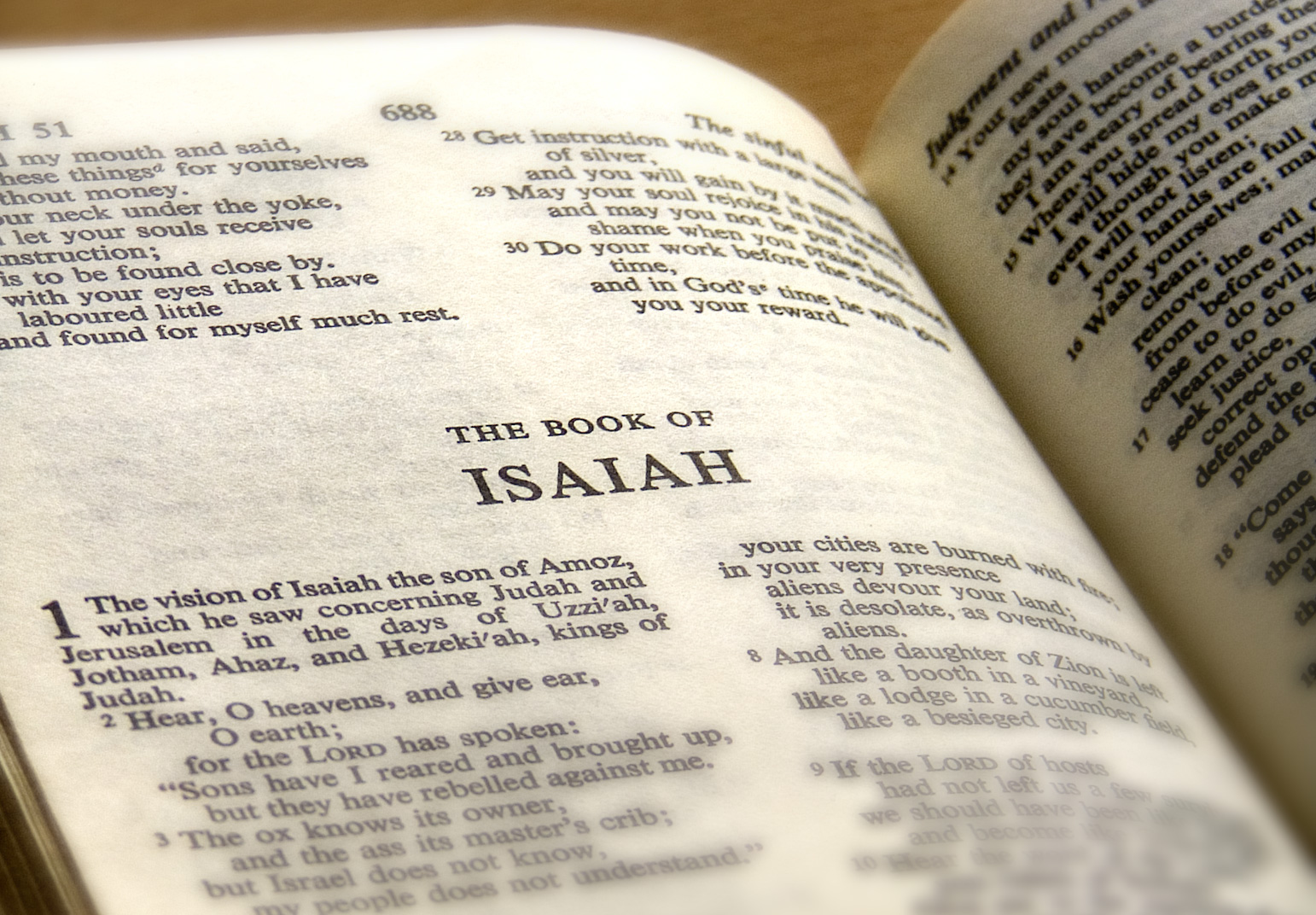

"Ouve estas minhas palavras". Jesus faz aqui a aplicação do sermão. Provavelmente Jesus usou essas palavras em outras circunstâncias, noutros sermões, para mostrar a necessidade que o povo tinha de receber o Cristo do reino. Diversos indícios mostram que ele não se referiu só ao reino literal, sobre a terra, o reino político, mas também aludiu ao reino dos céus, à salvação, ao destino dos seres humanos. Para que alguém alcance esse destino e o reino dos céus, os lugares celestiais, é mister que ouça e pratique as palavras do Rei.
"Ouve...pratica". Esses dois aspectos sempre andam juntos. Nesse ponto é que falhavam os falsos profetas. É o que os discípulos falsos apenas fingiam fazer. E é isso que os discípulos autênticos devem fazer.
"Homem prudente". O homem sem bom senso se deixaria impressionar pelo terreno nivelado, sem rochas, que não precisasse de preparo, como se já estivesse pronto para receber a construção. Mas a areia é traiçoeira. Em contraste, o prudente pensaria no futuro, nos ventos, nas inundações. Escolheria terreno pedregoso, apesar de tal terreno requerer muito preparo e trabalho, para que a casa começasse a ser edificada. Este homem prudente simboliza os que ouvem e praticam os ensinos de Jesus. Não faltariam a tal homem as tempestades e os períodos de dificuldade, mas no fim o resultado justificaria sua decisão na escolha do terreno. Esse é o homem que considera bem o ensino, aprende-o e torna-o regra de vida.
"Sua casa". Não visava a ostentação, mas tinha por finalidade ficar firme, em meio às tempestades. A casa é o símbolo da vida. A vida deve ser edificada com bom senso, considerando o futuro, e não apenas o presente, de acordo com os princípios ditados por aquele que dá a vida e a sustenta. A vida física deve ser usada para obter e desenvolver a vida eterna.
"rocha". Provavelmente Jesus se refere a si mesmo e aos seus discípulos verdadeiros. A alusão é à terra rochosa, pedregosa, que serve de bom alicerce para as edificações. Mas, na aplicação simbólica dessas palavras não há que duvida de que Jesus falou de si mesmo. Jesus é quem tem as palavras de vida eterna, porquanto ele é o pioneiro e o consumador da fé,  o caminho e a vida. Portanto ele é a rocha. O ensino é que a vida deve estar inteiramente vinculada, edificada e voltada em Cristo.

### 7.25 "Desceu a chuva, vieram as torrentes, sopraram os ventos e deram com ímpeto contra aquela casa, e ela não caiu; pois estava edificada sobre a rocha."

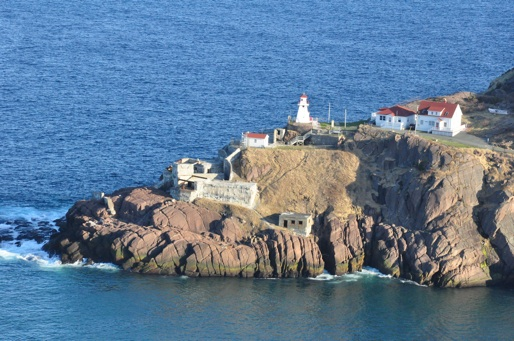
Construção edificada na rocha.

"Ventos, chuva, rios". Diversos intérpretes fazem desses símbolos de turbulência, comparações com as tentações, com os dolores Messiae, com as perseguições, com as heresias na igreja, etc. Outros ensinam que estão subtendidas três provas diversas, como : 1. Chuva: as aflições temporais; 2. Rio: as provas que resultam do maltrato por parte de outros homens; 3. Vento: As tentações e as provas que se originaram em Satanás ou nos demônios. Provavelmente Jesus falou em termos gerais, que incluem essas ideias, mas sem fazer referência exata ou intencional a essas coisas.
"não caiu". Os pais da igreja aplicavam essas palavras, a própria igreja como edifício de Cristo, e nisso encontravam o cumprimento de suas palavras: "Edificarei a minha igreja, e as portas do inferno não prevalecerão contra ela.(Mateus 16:18)". Isso é verdade, sendo possível que esteja subtendido nas palavras de Jesus, mas a principal interpretação é a da vida individual. As pessoas que realmente têm a Cristo como fundamento e edificam uma vida de discipulado autêntico sobre ele, alcançarão o destino desta vida.

### 7.26 "Mas todo aquele que ouve estas minhas palavras e não as observa, será comparado a um homem sem juízo, que edificou a sua casa sobre a areia."

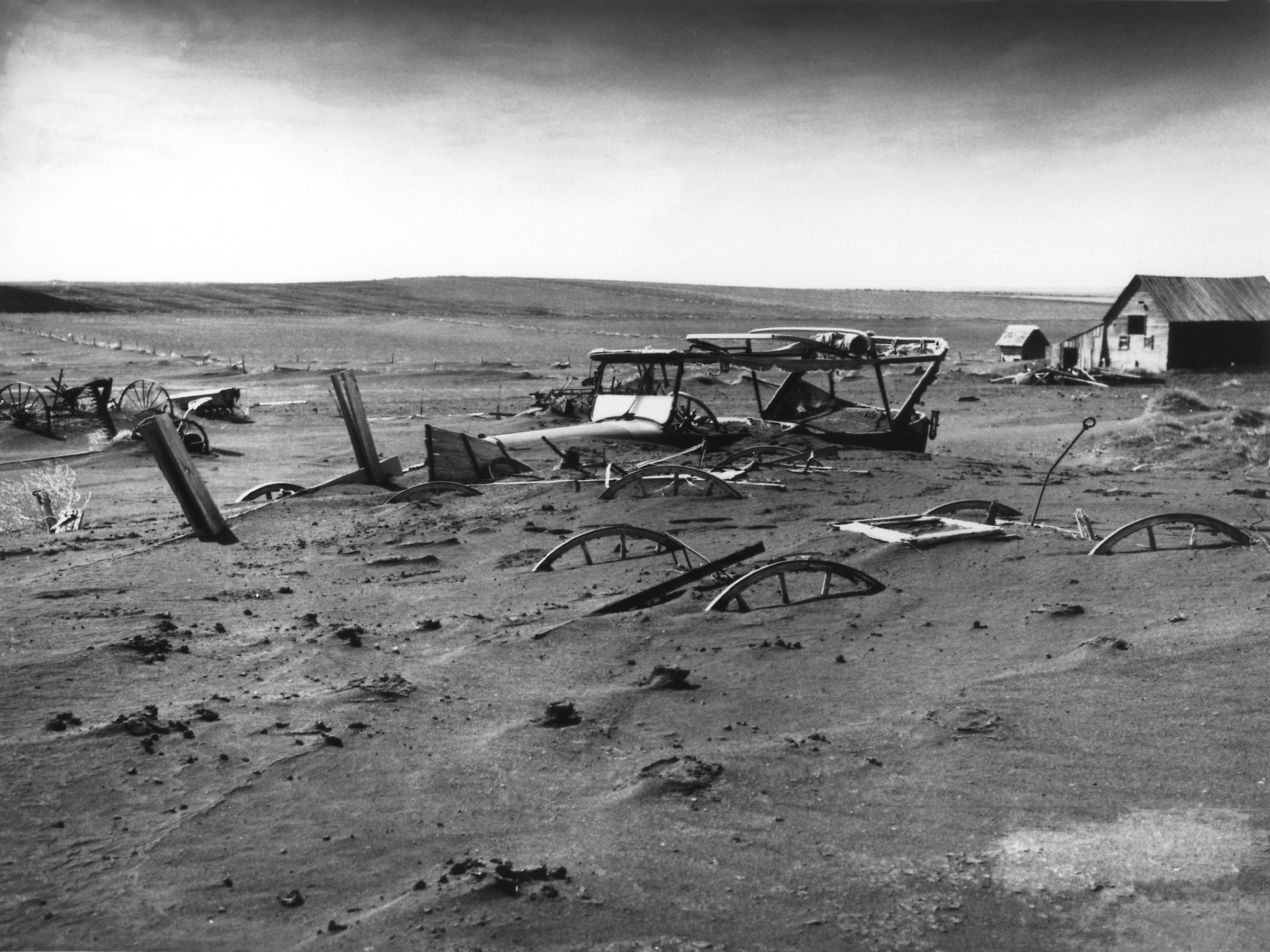
Restos de uma construção destruída pelo vento.

"Ouve...não pratica...casa sobre a areia". Nota-se que realmente a ideia principal não é a de dois fundamentos, porque a areia não é um fundamento. Aquele que edifica sobre a areia não tem alicerce algum; ignora essa necessidade. A experiência humana mostra que muitos se alicerçam em coisas sem a aprovação de Deus, e muitos outros não têm base de espécie alguma. Ambos os tipos ignoram a maior necessidade, O alicerce na rocha. Os cães e os porcos do vs. 6 exemplificam aqueles que não têm alicerce. Os fariseus, os falsos profetas, os discípulos e autoridades falsas, são exemplos de pessoas  com alicerces falsos. Todos esses são insensatos. Essa palavra é dura, pois é palavra que Jesus proibiu de ser aplicada aos outros. O seu sentido principal é embotado, pesado estúpido. Era o termo empregado para dar a entender uma comida sem sabor. Todos esses sentidos podem ser aplicados à alma e à mente do homem que ouve mas não pratica os ensinos de Jesus.

### 7.27 "Desceu a chuva, vieram as torrentes, sopraram os ventos e bateram com ímpeto contra aquela casa, e ela caiu: e foi grande a sua ruína."
Notemos que este pode passar pelas primeiras provas do primeiro homem, mas com resultado diferente. "Sendo grande a sua ruína", Jesus deixa novamente subtendido o juízo, a perda do destino da vida, a razão mesma da existência.

### Warren W. Wiersbe

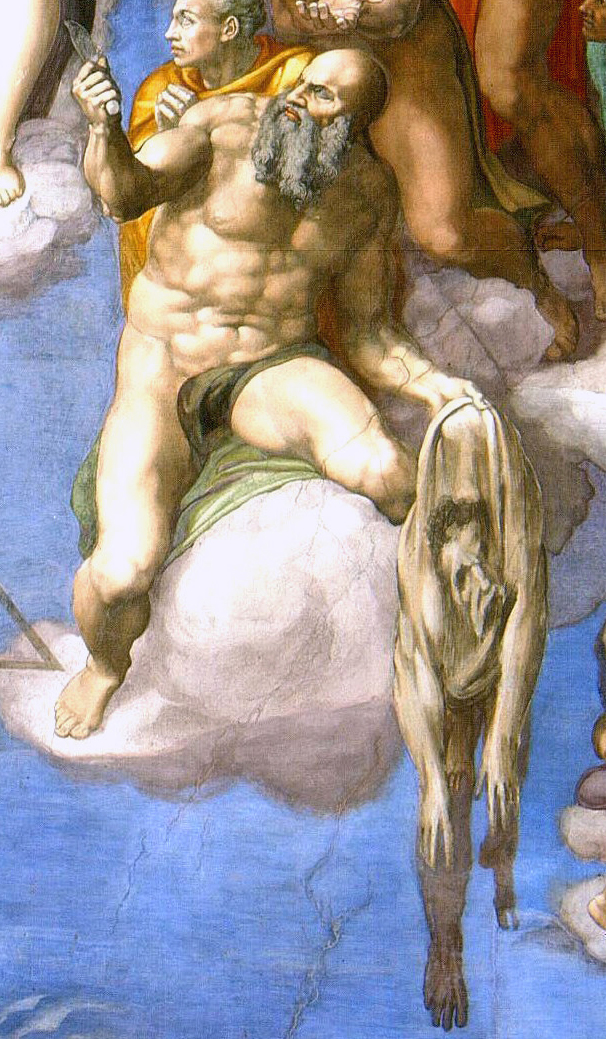
Julgamento Final.

Wiersbe diz que depois da ilustração dos dois caminhos e
das duas árvores, Jesus encerra sua mensagem
descrevendo dois construtores e duas
casas. Os dois caminhos ilustram o começo
da vida de fé, e as duas árvores ilustram o
crescimento e os resultados dessa vida de fé
aqui e agora. As duas casas, por sua vez,
ilustram o fim dessa vida de fé, quando Deus
julgará todas as coisas. Há falsos profetas
junto à porta que conduz para a estrada espaçosa,
facilitando a entrada de todos. Mas,
no final desse caminho, há destruição. O
teste final não é o que pensamos de nós mesmos,
ou o que os outros pensam de nós,
mas sim: o que Deus dirá?
Como se preparar para esse julgamento?
Fazendo a vontade de Deus. A obediência
a sua vontade é a prova da verdadeira fé
em Cristo. Tal prova não consiste em palavras,
não é dizer: "Senhor, Senhor" e não
obedecer a suas ordens. Como é fácil aprender
um vocabulário religioso, até memorizar
versículos bíblicos e canções, e ainda
assim não obedecer à vontade de Deus.
Quem é, verdadeiramente, nascido de novo
tem o Espírito de Deus habitando dentro de
si (Romanos 8:9), e o Espírito permite que conheça
a vontade do Pai. O amor de Deus em
seu coração (Romanos 5:5) motiva-o a obedecer
a Deus e a servir aos outros.
Nem palavras nem atividades religiosas
substituem a obediência. A pregação, o exorcismo e a operação de milagres
podem ter inspiração divina, mas não
garantem a salvação. É bem possível que até
mesmo Judas tenha participado de algumas
ou talvez de todas essas atividades, mas,
mesmo assim, não era um cristão verdadeiro.
Nos últimos dias, Satanás usará "prodígios
da mentira" para enganar as pessoas (II Tessalonicenses 2:7–12).
É preciso ouvir a Palavra de Deus e praticá-la
(Tiago 1:22–25). Não se deve apenas ouvir
(ou estudar) o que está escrito. O ouvir deve
redundar em ações. É isso o que significa
construir a casa na rocha. Não se deve confundir
esse símbolo com a "rocha" de I Coríntios 3:9. Ao pregar o evangelho e ganhar
almas para Cristo, Paulo fundamentou a igreja
local de Corinto em Jesus Cristo, pois ele é
o único alicerce verdadeiro da igreja local.

### Rocha por fundamento

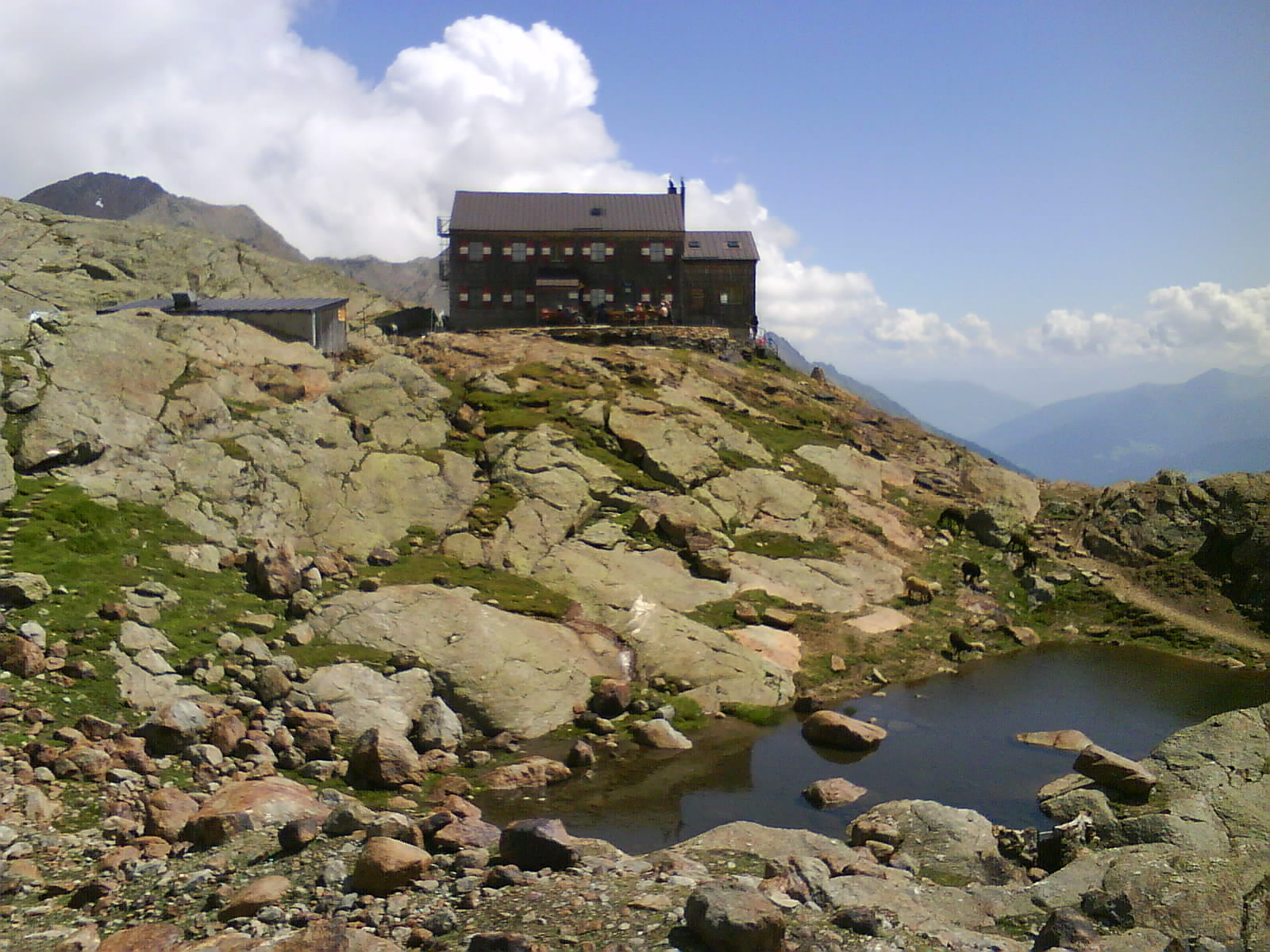
Um exemplo de casa edificada na rocha.

Para Herbert Lockyer, Cristo, ele próprio, é a Rocha sobre a qual construímos. "Sobre esta pedra", i.e., sobre a sua divindade que Pedro confessara, "edificarei a minha igreja" (Mateus 7:24–27;I Coríntios 3:10–11). Esse salmo tem sido chamado a Canção da casa sobre a rocha, que não temia quando vinham as tormentas. Por toda a parábola que estamos analisando, Cristo ensina a importância do fazer tanto quanto do ouvir. Em sua descrição dos dois construtores, deixou claro que foram julgados, não pelo cuidado que tiveram ao construir suas casas, mas pelo fundamento sobre o qual elas estavam. Ele ilustrou de forma notável a importância do fundamento ao edificarmos a vida. Se desejarmos construir mansões mais imponentes para a alma, os fundamentos devem ser cuidadosamente escolhidos.
A interpretação da parábola, sem dúvida, sugerida pela arquitetura que estava ao redor deles, está relacionada com "o material em geral de uma vida cristã externa", uma vida que se apoia e está arraigada em tudo o que o Senhor é: em si mesmo. É somente pela nossa união com Cristo, a Rocha, que podemos conseguir a firmeza da parede, sem a qual até mesmo os nossos objetivos mais firmes serão como areia movediça. Temos segurança eterna, se formos edificados sobre aquela fundação a respeito da qual Deus disse: "Vede, assentei em Sião uma pedra, uma pedra já provada, pedra preciosa de esquina, que está bem firme e fundada" (Isaías 28:16). Lucas refere-se ao construtor sábio, dizendo que ele "cavou, e abriu bem fundo, e lançou os alicerces sobre a rocha" (Lucas 6:48). O caro Benjamin Keach diz o seguinte sobre o cavar fundo: "A alma do crente cava fundo, penetrando na natureza de Deus, para descobrir qual o tipo de justiça em que achará alívio e se harmonizará com a justiça e a infinita santidade de Deus".

### Areia por fundamento

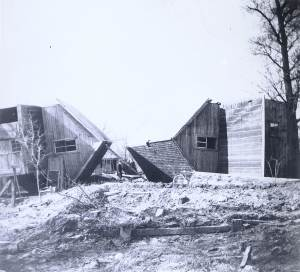
Casas destruídas por uma inundação.

Herbert Lockyer apoia que, Cristo sabia que os estrangeiros, os quais vinham à Galiléia para construir, eram atraídos para um solo de areia, já pronto para ser usado, não para a rocha dura e enrugada do local. Mas, quando vinha o tempo das chuvas fortes, só restava ao construtor um monte de ruínas. O que uma fundação arenosa representa? Denota um fundamento frouxo, o ato de professar a religião de forma vazia, mera religião externa. Ellicott comenta que a "areia" explica "os sentimentos inconstantes e incertos de alguns homens (os 'insensatos' da parábola), o único solo sobre o qual agem —amam ser louvados, são fiéis aos costumes e assim por diante". A segunda casa, embora muito impressionante, não tem fundação e, portanto, está condenada à destruição. Que grande diferença Jesus retrata aqui! Como estão em perigo os homens cujas decisões não se baseiam na ajuda de Deus, encontrada pela oração; cujas alegrias não são baseadas na confiança do amor de Deus; cuja confiança não é baseada na presença revelada de Deus; cujas virtudes não têm raízes; cuja bondade não tem motivação; cuja esperança não tem fundamento! A casa de tal homem está simplesmente com as suas partes ligadas umas às outras, e pode cair a qualquer momento. Os fariseus do tempo de Cristo construíram suas esperanças em bênçãos e privilégios externos: "Temos Abraão por pai" (Lucas 3:8; João 8:33). Mas o coração deles estava distante da Rocha de sua salvação, e Cristo teve de dizer-lhes que o diabo é que era o pai deles, não Abraão.

### Edificadores
Jesus usa edificadores "prudentes" e "insensatos" para se referir a duas classes de pessoas, por meio da imagem natural da construção de uma casa. Pode-se entender pelo quadro nítido que ele desenhou ambas as casas: atraentes e sólidas; mas Jesus revela a firmeza delas. O material usado e o processo de construção estavam corretos quando foram erguidas, e ambas pareciam no prumo certo, firmes e fortes.
Segundo Herbert Lockyer, a vida não é mais que "construir o caráter, os hábitos, as lembranças, as expectativas, tanto de fortalezas como de fraquezas; ao construirmos a casa da vida, adicionamos uma coisa sobre a outra, como se fosse pedra sobre pedra. Nosso desejo é que a construamos de forma segura". Há boas pessoas, que não são do Senhor, que constroem bem e acham que suas casas estão edificadas bem e sabiamente sobre o dinheiro, os amigos, a saúde, o sucesso nos negócios —todas essas coisas são louváveis em si mesmas, mas são desastrosas, se não forem alicerçadas sobre a Rocha. Mas há outros que constroem de maneira diferente, "aumentando diariamente o seu poder em servir, o seu conhecimento de Deus, as suas vitórias sobre os seus defeitos, as suas alegrias e esperanças, até que suas vidas se tornem um palácio digno para Deus habitar".

### Elementos do teste

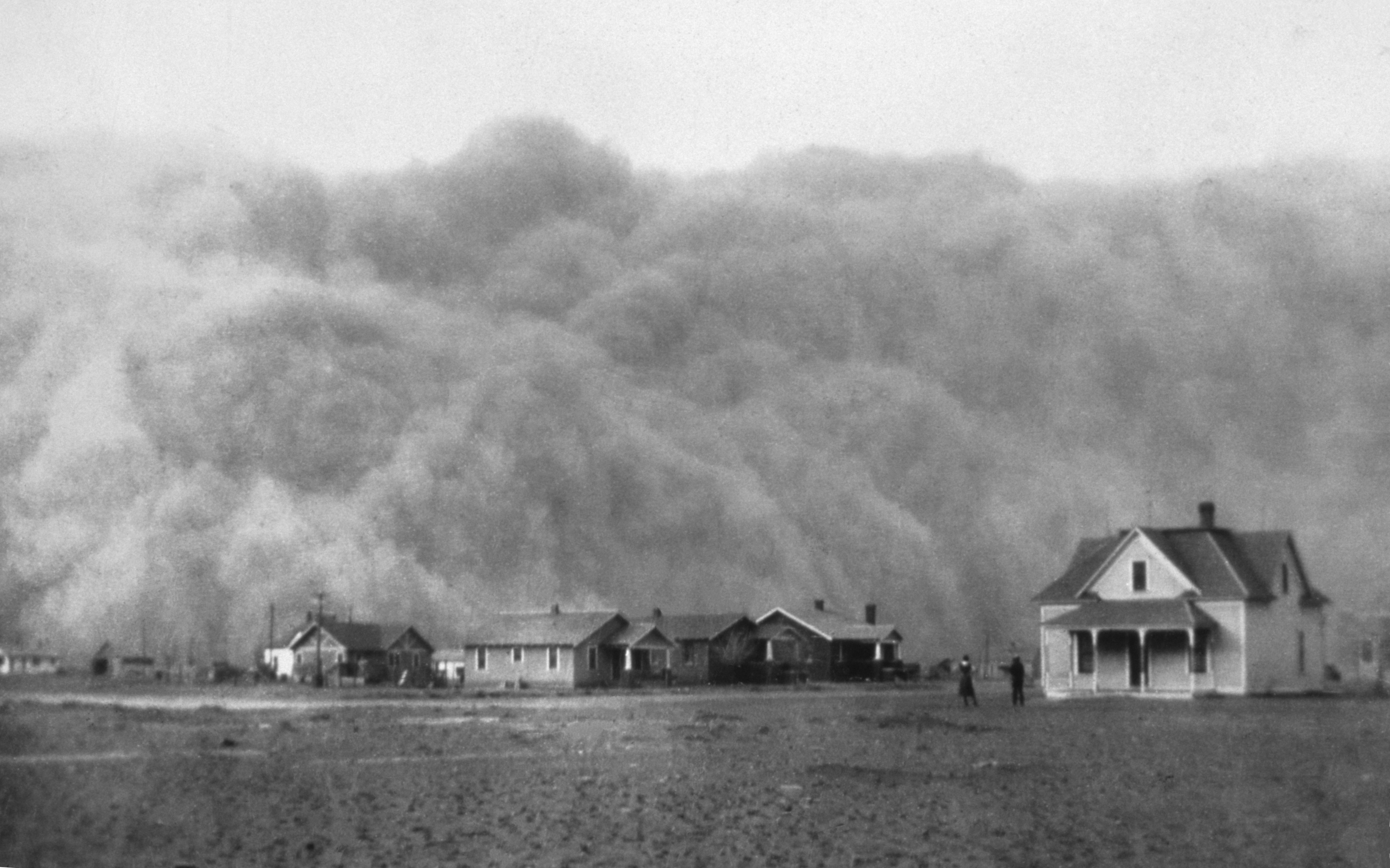
Tempestade.

As chuvas torrenciais, as inundações e os furacões do Oriente causam muitos danos às casas de aparência fortes, destruindo as não solidamente construídas —essa foi uma ilustração que Jesus usou com muita propriedade. "Desceu a chuva" Jesus compara aos momentos de prova apavorantes, às forças concentradas de uma chuva torrencial que ameaça o telhado da casa. Como dá medo a chuva que cai, seguida de uma ventania!. "Transbordaram os rios", e essas torrentes tempestuosas podem corroer as paredes por baixo. "Sopraram os ventos", e esses ventos impetuosos como de furacão ameaçam os lados da casa.

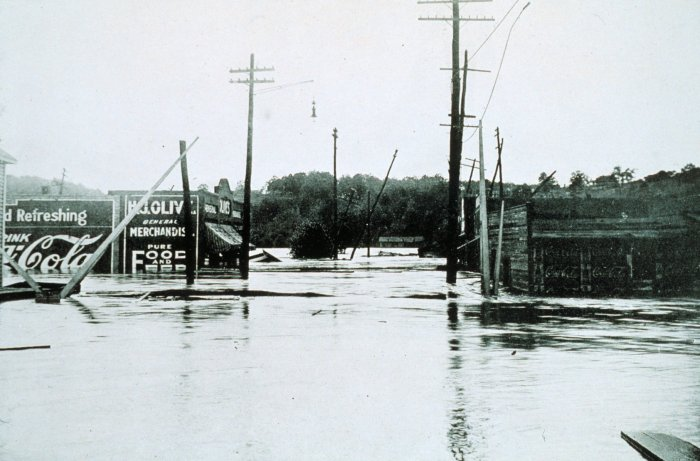
Enchente.

Essas forças naturais aliadas fazem lembrar que o sol de verão nem sempre brilha. Não faz diferença se somos "prudentes" ou "insensatos", todos temos tensões, aflições, decepções, perdas, tentações, temores e pensamos sobre a morte e a vida no além. Ellicott diz: "O vento, a chuva e as inundações não dão folga para a interpretação individual, a não ser que se use um detalhismo exagerado. Esses elementos representam coletivamente as violências da perseguição, do sofrimento e das tentações, sob as quais tudo, exceto a vida que repousa sobre a verdadeira fundação, cederá".

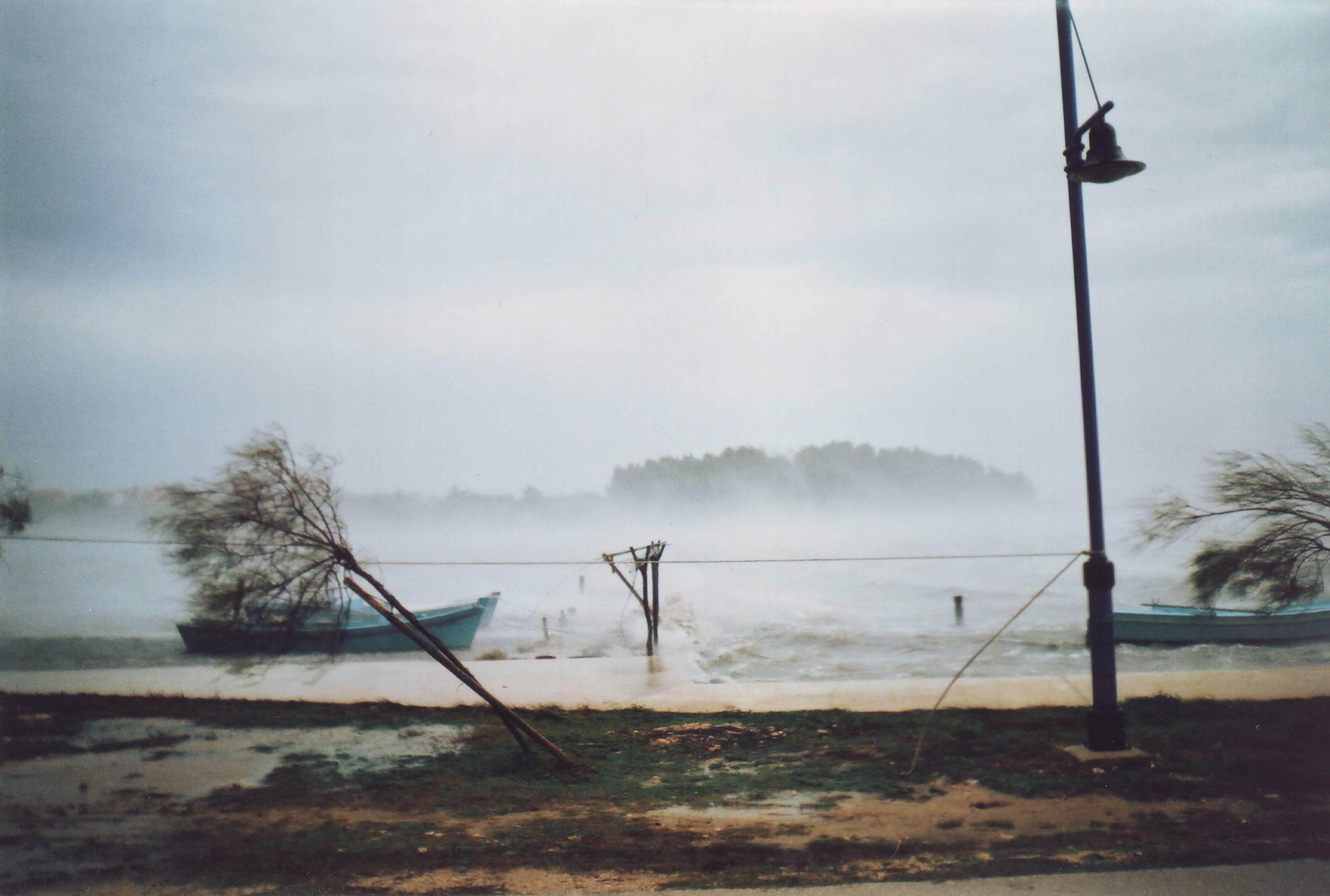
Imagem demonstrando os efeitos do vento.

Um toque dramático é acrescentado ao desastre que sobreveio à casa construída sobre a fundação de areia —"E foi grande a sua queda". Com essas palavras lamentáveis, Cristo adverte a que evitemos destino semelhante. Como deve ter sido impressionante essa imagem de terrível ruína para os que o ouviam, pois estavam acostumados à ferocidade das tempestades do Oriente, e como repentinos e absolutamente varriam tudo à sua frente que não estivesse firme! Não é de admirar que, quando Jesus terminou o Discurso Parabólico, as pessoas estavam maravilhadas com a singularidade e autoridade de suas palavras. "A consciência de ser a autoridade divina como legislador, comentarista e juiz brilhavam por sua mensagem, de tal forma que o ensino dos escribas ficou reduzido a nada mais que salivação debaixo de tanta luz." Os escribas eram meramente varejistas daquilo que outros haviam dito. Quando falamos do que sabemos, porque já experimentamos algo em nosso coração, então também, como o Mestre, falamos com autoridade.
Os construtores insensatos deveriam prestar atenção à advertência de Jesus, e construir novamente, agora sobre uma fundação sólida, i.e., nele (I Coríntios 3:11). Antes que uma perda final e irreparável lhes sobrevenha, serão sábios para reconhecer a sua absoluta impotência uma vez separados da graça, construindo sobre a única fundação segura, do arrependimento e da fé, em tudo o que Deus prove para a sua redenção.